# 梶原菜美
梶原 菜美（かじわら なみ、1985年2月14日 - ）は鹿児島県種子島出身のスタイリスト、タレント。「小悪魔ageha」でヘアメイクを行っている。スジ職人ナミナミと表記されることが多い。セットサロンBelleGrow所属。血液型はO型。

## 人物・来歴
- 2008年7月10日放送 TBSテレビ「ひみつの嵐ちゃん!」で、桜井莉菜の担当として出演[2]。
- 2009年、「men's egg」にて紙面モデルヘアーセット担当。
- 2009年、「MEN'S KNUCKLE」にて紙面モデルヘアーセット担当。
- 2009年11月9日、アクロス福岡でagehaスジ盛りヘアステージというイベントに桜井莉菜らと共にトークショーなどを行った[3]。
- 2010年、KBS京都「ちゅーチューステーション」、関西テレビ「こってリストランテ」、NHKテレビ「あほやねん!すきやねん!」出演。
- 2010年11月6日から7日まで鹿児島県霧島市で行われた市制5周年記念の「霧島ふるさと祭り」でトークショーを行う[4]。
- 2013年5月1日放送 フジテレビ「笑っていいとも!」にてタコさんヘア製作。
- 2014年11月、中国・北京「アジア視覚ファッションショー」にて、審査員、ヘアショー開催。
- 2014年12月、モンゴルにて「愛尚美」としてヘアショー開催。